# 御坊市
御坊市（日语：／ Gobō shi */?）是位於和歌山縣中部臨海的城市，為和歌山縣紀日高地區的主要城市。轄區東側為山區，西側為位於日高川河口的日高平原，主要市區也位於此處。由於受到沿海的黑潮影響，氣候較為溫暖潮濕，冬季甚少出現結霜的氣候。
在日高川出海口處兩岸則有日高港，過去曾是日高川上游砍伐的木材送至河口後的轉運據點，現在關西電力在此設有御坊發電廠。

## 人口
| 御坊市人口分布圖 |                                               |  |
| 御坊市與日本全國年齡別人口分布比較圖 （2005年資料） | 御坊市的年齡、男女別人口分布圖 （2005年資料） |  |
| ■紫色是御坊市 ■綠色是全国 | ■藍色是男性 ■紅色是女性                       |  |
| 御坊市人口變化 \| 1970年 \| 30,573人 \| \| \| 1975年 \| 30,272人 \| \| \| 1980年 \| 30,398人 \| \| \| 1985年 \| 30,450人 \| \| \| 1990年 \| 29,133人 \| \| \| 1995年 \| 28,510人 \| \| \| 2000年 \| 28,034人 \| \| \| 2005年 \| 27,053人 \| \| \| 2010年 \| 26,111人 \| \| \| 2015年 \| 24,801人 \| \| \| 2020年 \| 23,481人 \| \| |                                               |  |
| 資料來源：日本總務省統計中心提供之人口普查數據 |                                               |  |
| 1970年 | 30,573人                                      |  |
| 1975年 | 30,272人                                      |  |
| 1980年 | 30,398人                                      |  |
| 1985年 | 30,450人                                      |  |
| 1990年 | 29,133人                                      |  |
| 1995年 | 28,510人                                      |  |
| 2000年 | 28,034人                                      |  |
| 2005年 | 27,053人                                      |  |
| 2010年 | 26,111人                                      |  |
| 2015年 | 24,801人                                      |  |
| 2020年 | 23,481人                                      |  |

## 歷史
過去在令制國時代屬於紀伊國日高郡，9世紀後，由畠山氏家臣湯川氏所支配，並在此建立龜山城，1528年湯川直光在江口之戰敗給三好長慶後，在本愿寺證如的協助下才得以返回龜山城，為感謝本願寺而在此建立吉原坊舎，並由其次子湯川信春出家擔任住持。但龜山城和吉原坊舎在1585年豐臣秀吉發動紀州征伐時一同遭到戰火毀壞。
1595年，本願寺在此重新建立了「日高御坊」（現在的本願寺日高別院），從此周邊區域也因為由於此座寺廟的緣故成為寺內町而開始繁榮，同時「御坊」也就此成為此地的地名。
江戶時代後，此地成為紀州藩的領地，19世紀末明治維新後隸屬和歌山縣，1889年日本實施町村制，在位於現今御坊市市中心靠近日高川河口北岸的區域設立了御坊村，同時現在的御坊市轄區其他地方在當時還分屬湯川村、藤田村、野口村、名田村、鹽屋村共五個行政區劃。御坊村先在1897年升格為御坊町，而周邊的行政區劃則是在1954年與御坊町合併為現在的御坊市。

### 變遷表
| 1889年4月1日 | 1889年 - 1912年           | 1912年 - 1944年           | 1945年 - 1954年           | 1955年 - 1989年           | 1989年 - 現在             | 現在                      |
| ------------ | ------------------------- | ------------------------- | ------------------------- | ------------------------- | ------------------------- | ------------------------- |
| 御坊村       | 1897年2月1日 改制為御坊町 | 1897年2月1日 改制為御坊町 | 1954年4月1日 合併為御坊市 | 1954年4月1日 合併為御坊市 | 1954年4月1日 合併為御坊市 | 1954年4月1日 合併為御坊市 |
| 湯川村       |                           |                           | 1954年4月1日 合併為御坊市 | 1954年4月1日 合併為御坊市 | 1954年4月1日 合併為御坊市 | 1954年4月1日 合併為御坊市 |
| 藤田村       |                           |                           | 1954年4月1日 合併為御坊市 | 1954年4月1日 合併為御坊市 | 1954年4月1日 合併為御坊市 | 1954年4月1日 合併為御坊市 |
| 野口村       |                           |                           | 1954年4月1日 合併為御坊市 | 1954年4月1日 合併為御坊市 | 1954年4月1日 合併為御坊市 | 1954年4月1日 合併為御坊市 |
| 名田村       |                           |                           | 1954年4月1日 合併為御坊市 | 1954年4月1日 合併為御坊市 | 1954年4月1日 合併為御坊市 | 1954年4月1日 合併為御坊市 |
| 鹽屋村       |                           |                           | 1954年4月1日 合併為御坊市 | 1954年4月1日 合併為御坊市 | 1954年4月1日 合併為御坊市 | 1954年4月1日 合併為御坊市 |

## 交通
西日本旅客鐵道紀勢本線以東西向通過主要市區北側，並設有御坊車站，同時自御坊車站還有紀州鐵道所經營的紀州鐵道線往南深入御坊市市區。
轄區內的客運路線主要由御坊南海巴士經營，同時中紀巴士也有經營自由良町往返御坊市的路線。

### 鐵路
- 西日本旅客鐵道
  - 紀勢本線：（←日高川町） - 道成寺車站 - 御坊車站 - （日高町→）
- 紀州鐵道
  - 紀州鐵道線：御坊車站 - 學門車站 - 紀伊御坊車站 - 市役所前車站（日语：市役所前駅 (和歌山県)） - 西御坊車站

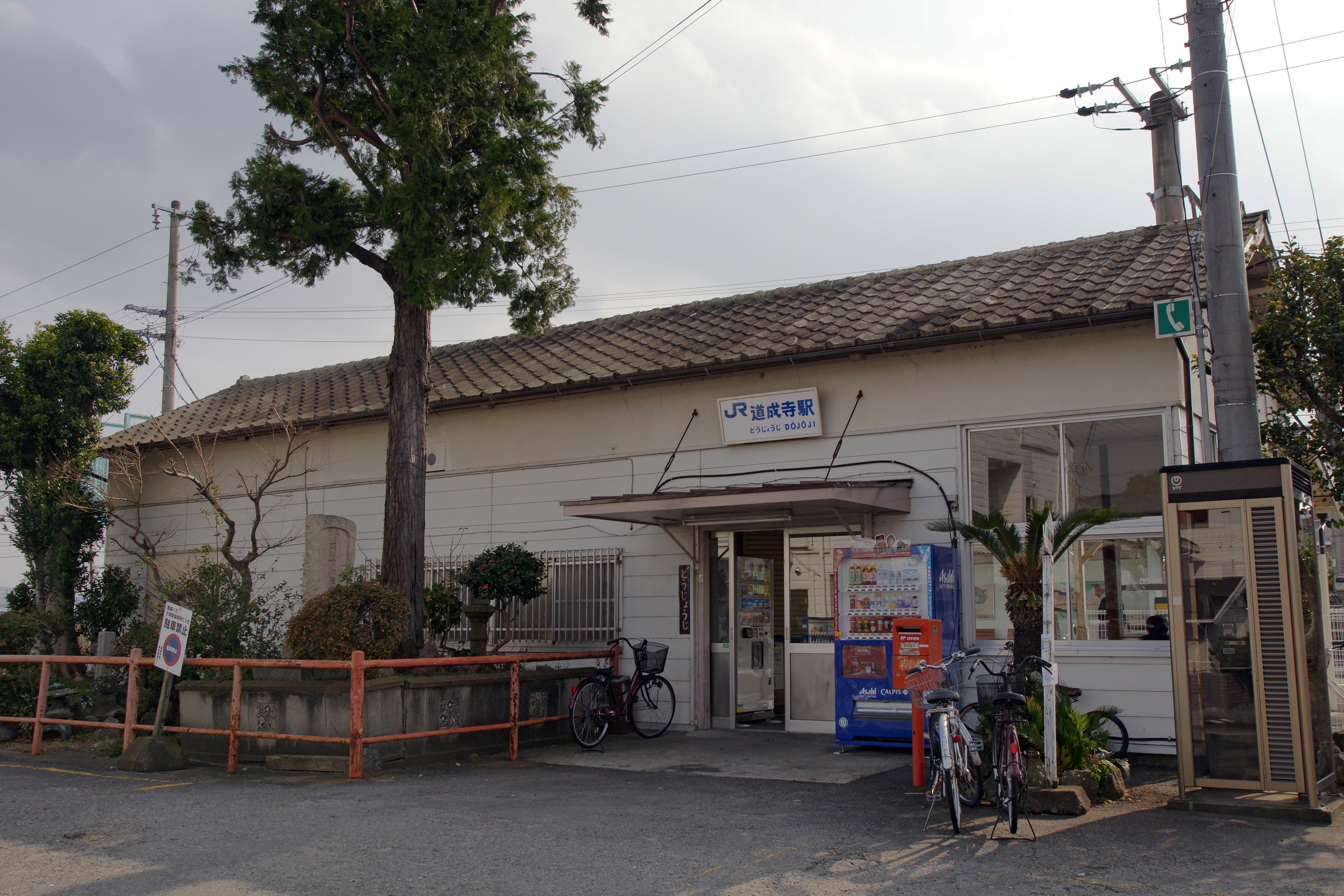
道成寺車站
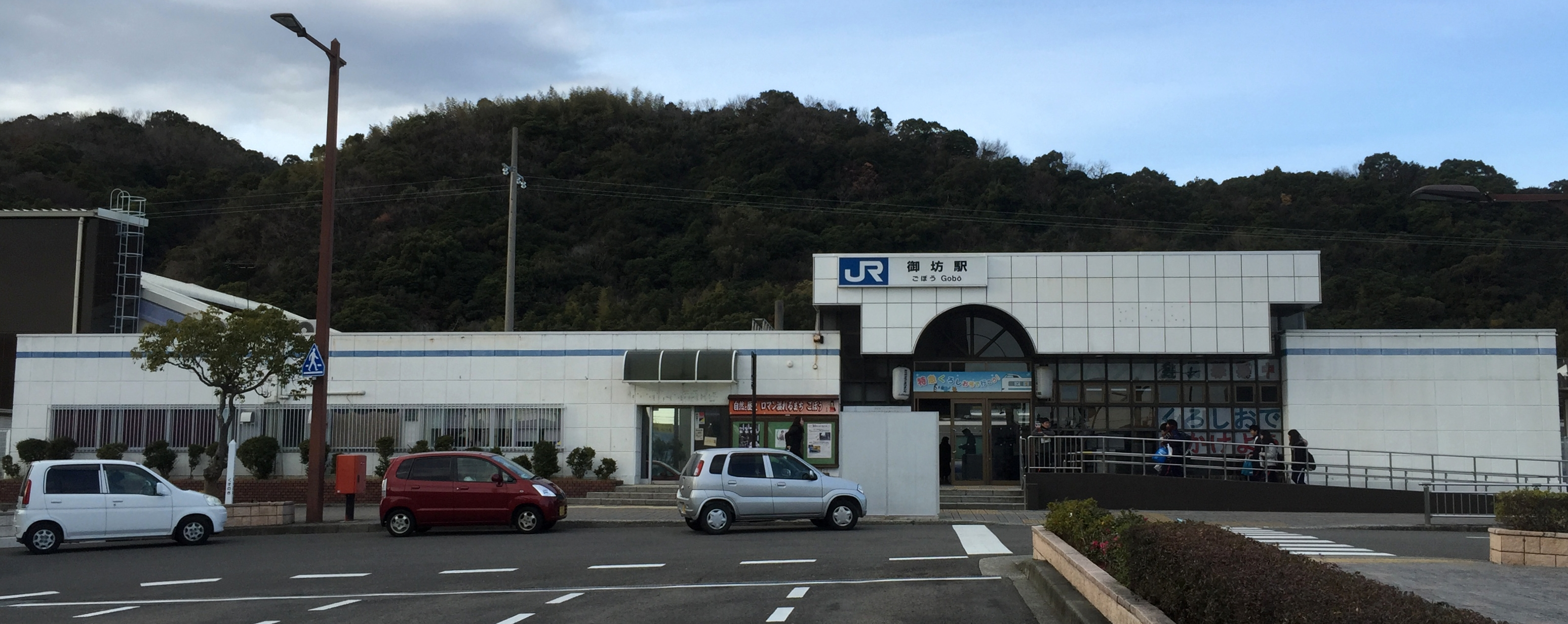
御坊車站
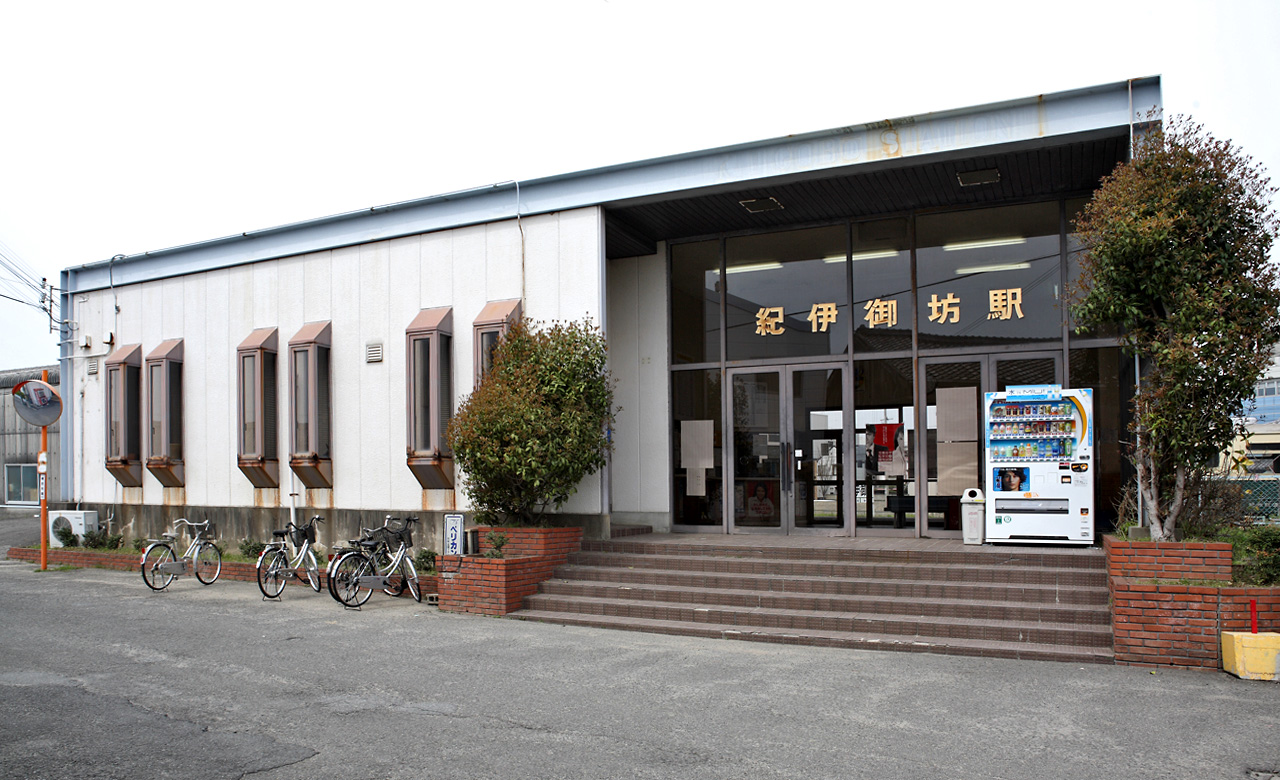
紀伊御坊車站
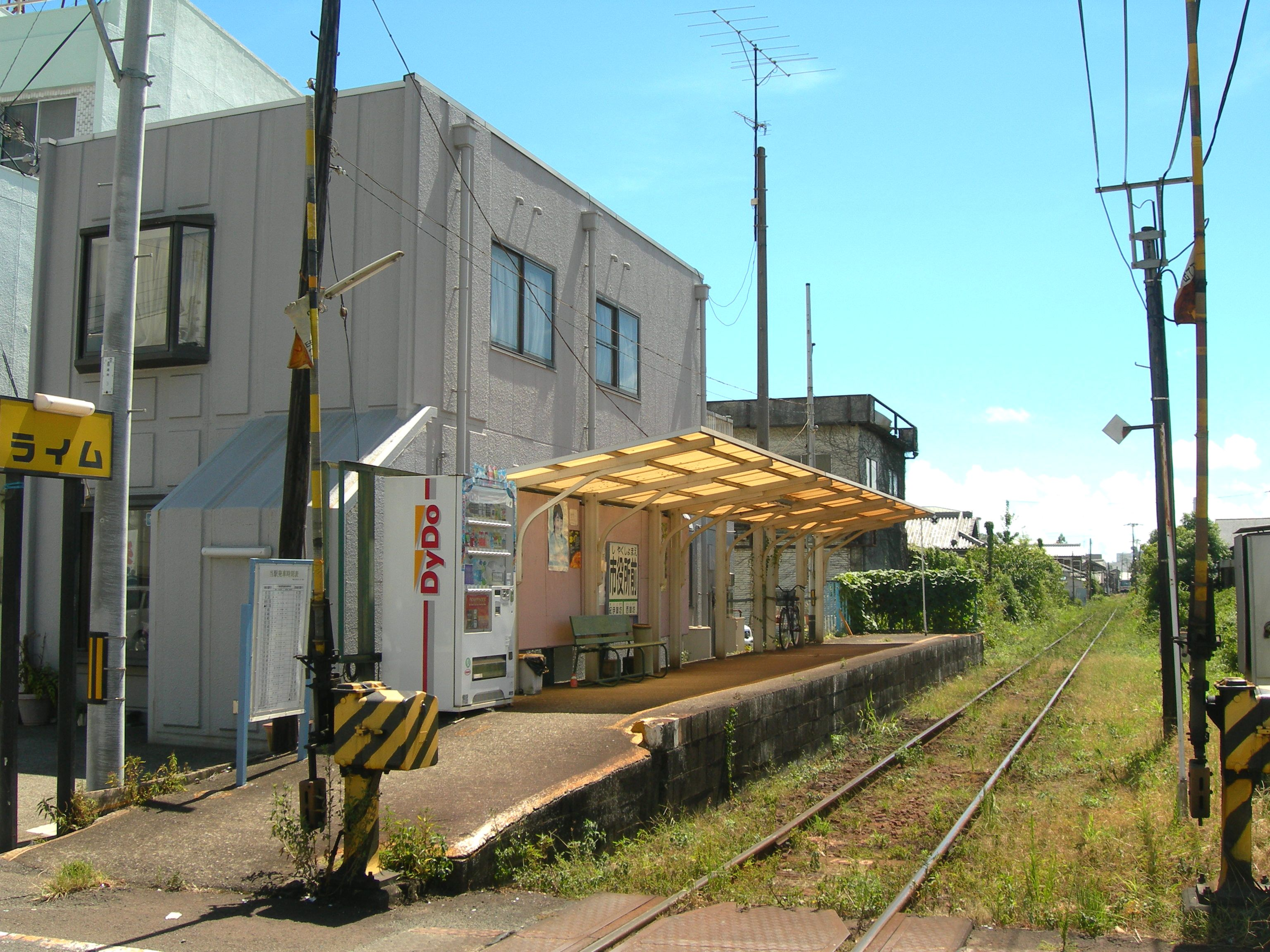
市役所前車站

### 公路
高速公路
- 阪和自動車道：（日高川町） - 御坊交流道 - 御坊南交流道 - （印南町）

## 外部連結
- （日語） 御坊市政府的Facebook專頁